# Spaghetti Western Simulator
Spaghetti Western Simulator, a volte scritto soltanto Spaghetti Western, è un videogioco sparatutto western pubblicato nel 1990 per Amstrad CPC, Commodore 64, MSX e ZX Spectrum dalla Zeppelin Games. Il titolo fa riferimento ai western all'italiana, mentre la parola simulator, all'epoca usata in molti giochi della Codemasters, come per questi ha poco a che vedere con lo svolgimento del gioco, che è puramente d'azione arcade. Uscì come gioco a basso costo e ottenne recensioni da negative a medie sulla stampa britannica, mentre fu apprezzato dall'italiana Super Commodore.

## Modalità di gioco
Il giocatore controlla il cacciatore di taglie Clint Westband e deve ripulire una serie di cittadine del West dai banditi. L'ambiente è pseudo-tridimensionale a scorrimento orizzontale in entrambi i sensi, con gli edifici sullo sfondo. Clint può camminare sulla strada in tutte le direzioni, sparare in varie direzioni (in alto o in diagonale verso gli edifici, o ai lati) con munizioni limitate, saltare e abbassarsi. L'obiettivo è colpire un numero prefissato di banditi che si affacciano temporaneamente da porte e finestre e sparano a loro volta, togliendo energia a Clint.
Dalle stesse aperture si affacciano anche abitanti innocenti e bisogna evitare di colpirli, altrimenti si perdono energia e dollari, che rappresentano il punteggio. Inoltre, dall'esterno dello schermo arrivano oggetti volanti che devono essere evitati o colpiti, come barili, ferri di cavallo, bottiglie o anche stranezze come fantasmi. Sulla strada si trovano oggetti da raccogliere abbassandosi, tra cui munizioni, denaro, cibo per ricaricare l'energia, chiavi per aprire certe porte che possono rivelare altri oggetti, giubbotti protettivi e altri power-up. Non ci sono vite e il gioco termina se si esaurisce l'energia o il denaro.
Ci sono cinque livelli corrispondenti ad altrettante città, sempre più grandi, difficili e con più banditi, ma tutte con lo stesso stile grafico e di gioco.